# Heliolonche cresina
Heliolonche cresina är en fjärilsart som beskrevs av Smith 1906. Heliolonche cresina ingår i släktet Heliolonche och familjen nattflyn. Inga underarter finns listade i Catalogue of Life.